# Pindololo
Il pindololo è un principio attivo impiegato per trattare l'ipertensione e l'angina pectoris; appartiene alla classe dei farmaci beta-antagonisti. In particolare è un agonista parziale beta non selettivo per i sottotipi recettoriali, ossia ha affinità simile per i recettori adrenergici β1 e β2. Quando si lega al recettore adrenergico lo attiva solo parzialmente e impedisce che l'adrenalina possa legarsi allo recettore stesso ed esplicare la sua azione stimolante; per questo motivo di definisce un antagonista con attività simpaticomimetica intrinseca (ISA). Causa meno sensazione di freddo e minore bradicardia rispetto alle molecole simili.

## Struttura chimica
Il pindololo appartiene alla classe dei composti organici noti come indolo o 2,3-benzopirrolo, un composto eterociclico aromatico, formato da un anello benzenico e un anello pirrolico condensati; in particolare il pindololo è un derivato dell'ariloxilpropanolammina. Il suo nome IUPAC è 1-(1H-indol-4-yloxy)-3-[(propan-2-yl)amino]propan-2-olo ed è indicato con la formula chimica bruta C14H20N2O2, avente peso molecolare pari a 248,32 g/mol.

## Proprietà chimico-fisiche
Il pindololo si presenta come una polvere cristallina dal colore bianco o biancastro e ha un odore debole caratteristico. La sua temperatura di fusione è compresa tra i 167 °C e i 173 °C, più precisamente 171 °C. La sua solubilità in acqua è di 0,861 mg/mL, quindi praticamente insolubile, mentre è leggermente solubile in alcol; si dissolve in acidi minerali diluiti. Per quanto riguarda le proprietà acido-base, una soluzione acquosa di pindololo è basica.

## Indicazioni terapeutiche
Il pindololo è un farmaco betabloccante che determina una riduzione dell'attività cardiaca; per questo rappresenta una terapia efficace nel trattamento dell'ipertensione, dell'angina pectoris e delle aritmie cardiache, anche in associazione con diuretici. Inoltre viene usato nel trattamento dell'ipertensione causata da stress emozionali (che portano a un aumento dell'attività simpatica) e dal feocromocitoma. Determina un rilassamento dei vasi sanguigni, con una conseguente riduzione della pressione arteriosa e della frequenza cardiaca: questo porta così a un miglioramento della perfusione sanguigna. Può essere impiegato anche nel trattamento del glaucoma.
Inoltre blocca i recettori della serotonina, in particolare il sottotipo 5HT1A, incrementando così la quantità di serotonina disponibile nel cervello; in questo modo potrebbe aumentare anche l'azione antidepressiva data dagli inibitori selettivi della ricaptazione della serotonina e dagli inibitori di monoamino ossidasi.

## Modalità di somministrazione
Il pindololo viene somministrato per via orale.
Il trattamento in acuto con pindololo risulta meno efficace del trattamento prolungato in cronico, in quanto si è osservata un'aumentata resistenza vascolare sistemica come effetto compensatorio al beta-antagonista.

## Sovradosaggio
In caso di sovradosaggio, i pazienti possono sperimentare bradicardia e ipotensione eccessive, broncospasmo e insufficienza cardiaca. È possibile correggere questi effetti e riportare la normale funzionalità cardiaca somministrando 0,5-1,0 mg di solfato di atropina per via endovenosa; inoltre, se è necessario stimolare i recettori beta-adrenergici, può essere somministrato cloridrato di isoprenalina per via endovenosa lenta (5 mg al minuto) fino a 25 mg, o comunque fino all'ottenimento dell'adeguato ritmo cardiaco. In questa fase di ripristino della corretta frequenza cardiaca, è necessario sorvegliare continuamente il paziente, in modo da risolvere prontamente eventuali reazioni di ipersensibilità al solfato di atropina o al cloridrato di isoprenalina.

## Farmacologia

### Farmacodinamica
Il pindololo è un beta-antagonista non selettivo che agisce inibendo sia i recettori beta-1 sia i recettori beta-2 adrenergici presenti nel cuore.
L'inibizione dei recettori beta-1 a livello cardiaco da parte del pindololo riduce la probabilità dell'interazione con la noradrenalina. In questo modo si verifica una riduzione della frequenza cardiaca e della pressione sanguigna. I recettori beta-1 sono promotori della secrezione di renina quindi l'impiego di beta-antagonisti come il pindololo porta a una riduzione di secrezione di tale enzima nell'apparato juxtaglomerurale. Come conseguenza si ha riduzione del rilascio di angiotensina II e di aldosterone: questo ha come effetto la diminuzione della vasocostrizione e della ritenzione idrica.
Il pindololo ha effetto soprattutto in condizioni di stress e attività fisica. Ha un'azione cronotropa negativa e diminuisce la contrattilità del miocardio diminuendo il consumo di ossigeno: questo spiega l'efficacia del farmaco nell'angina pectoris, condizione patologica in cui non vi è un adeguato afflusso di sangue al cuore.
Questo farmaco è anche un agonista parziale dei recettori beta adrenergici, quindi ha una lieve attività simpaticomimetica intrinseca ed è in grado di causare una leggera attivazione dei recettori beta. Si ha quindi la sicurezza che non ci sarà un blocco totale dell'attività cardiaca, motivo per il quale può essere somministrato anche in pazienti che hanno un'importante insufficienza cardiaca, in cui può essere pericoloso utilizzare beta-antagonisti senza residua attività ISA.
Il pindololo è anche un antagonista parziale dei recettori 5-HT1; per questo può essere utilizzato per accelerare la risposta clinica nei pazienti resistenti all'azione dei farmaci antidepressivi.

### Farmacocinetica
Dopo somministrazione orale, il pindololo viene assorbito dal tratto gastrointestinale molto rapidamente. La biodisponibilità è variabile dal 50% al 95% e non viene ridotta a seguito dell'assunzione di alimenti.
A seguito della somministrazione di una dose di 20 mg, nell'arco di una o due ore si raggiunge la massima concentrazione a livello del plasma: 45-167 ng/mL. Il legame del pindololo con le proteine plasmatiche interessa circa il 40-60% della dose somministrata.
Il pindololo ha la caratteristica di subire solo un moderato effetto di primo passaggio a livello epatico: solamente una ridotta percentuale (13-20%) di farmaco va incontro a metabolismo durante il primo passaggio.
Il volume di distribuzione apparente del pindololo è di 1,2-2 L/kg nei pazienti adulti sani; nei pazienti con funzionalità renale compromessa, il volume di distribuzione apparente può diminuire del 50%.
La quota di pindololo che viene metabolizzata dal fegato non è affatto trascurabile ed è circa del 60%. I prodotti del metabolismo a livello epatico sono metaboliti idrossilati che vengono espulsi tramite l'urina come prodotti di coniugazione quali i glucuronidi e solfati eterei. La restante quota di farmaco pari al 40% circa viene eliminata con l'urina in forma prevalentemente immodificata. Il pindololo attraversa la placenta e viene distribuito nel latte materno.
L'emivita del pindololo nei soggetti sani varia tra le tre e le quattro ore; nei pazienti affetti da insufficienza renale l'emivita varia tra le tre e 11,5 ore. Nonostante abbia una emivita relativamente breve, il farmaco ha un'azione che si protrae nel tempo. Questo fa sì che i valori di pressione possano essere controllati mediante un'unica somministrazione al giorno.

## Interazioni farmacologiche
Bisogna evitare l'associazione del pindololo con:
- reserpina (ipotensivo), in quanto in caso di assunzione contemporanea vi è un aumento dell'incidenza di bradicardia e ipotensione;[19]
- anestetici volatili e ammine tricicliche;[19]
- tioridaziona, in quanto i livelli sierici di tioridazina aumentano;[8]
- agenti ipotensivi quali idralazina e idroclorotiazide, dal momento che il pindololo può potenziarne l'azione ipotensiva;[8]
- digossina, poiché si sono osservate riduzioni leggere delle concentrazioni sieriche di digossina.[8]

## Controindicazioni
Controindicato in pazienti che presentano bradicardia spiccata, shock cardiogeno, insufficienza cardiaca congestizia, insufficienza cardiaca resistente alla digitale, grave ipotensione arteriosa, ipertiroidismo, cuore polmonare, blocco atrioventricolare (di secondo o di terzo grado), acidosi metabolica, asma bronchiale, narcosi eterea e trattamento con farmaci che inibiscono il trasporto del calcio (es.: Verapamil).

## Effetti indesiderati
Generalmente si nota una buona tolleranza anche ai dosaggi più elevati e per terapie prolungate nel tempo.
Tra gli effetti collaterali più comuni si osservano stanchezza generale, nausea, disturbi gastrointestinali (diarrea), bruciore di stomaco, vertigini, cefalea, disturbi del sonno, sogni inusuali, dolori articolari e muscolari e sensazione di freddo alle mani e ai piedi. Di solito sono tutti effetti lievi e transitori che comunque si manifestano in una percentuale bassa di casi.
Disturbi come allergie cutanee, difficoltà respiratorie, sanguinamenti, ritmo cardiaco rallentato e irregolare, dolore al petto, gonfiore di mani e piedi, incubi notturni, depressione, confusione mentale, allucinazioni o altri sintomi psichici suggeriscono una riduzione del dosaggio e/o sospensione del trattamento. La presenza di tali effetti dovrebbe essere riferita immediatamente al medico curante.
Altri effetti indesiderati come disfunzioni sessuali, malattia di La Peyronie, reazioni ematologiche (es.: agranulocitosi, porpora trombocitopenica immune), alopecia reversibile, laringospasmo, reazioni allergiche caratterizzate da febbre e dolore alla gola potrebbero essere associati a una terapia concomitante con altri farmaci beta bloccanti.

## Avvertenze e precauzioni
- Diabete e digiuno prolungato: come per tutti i beta-antagonisti è necessario un utilizzo cauto in quanto viene aumentato il fisiologico effetto ipoglicemizzante dell''insulina e risulta mascherata la tachicardia, che è un parametro importante in quanto segno premonitore di ipoglicemia.[8][19]
- Recente infarto miocardico: se somministrato come antiaritmico è doveroso sottoporre il paziente a un controllo elettrocardiografico permanente.[19]
- Insufficienza cardiaca manifesta o latente: è opportuno prestare particolare attenzione in caso di digitalizzazione del paziente.[19]
- Tendenza al broncospasmo: si potrebbe occasionalmente presentare un'aumentata broncocostrizione con conseguente attacco asmatico.[19]
- Grave insufficienza renale: in rari casi si è osservato un peggioramento ulteriore.[19]
- Disturbi vascolari periferici: se preesistenti, l'uso di beta-antagonisti può aggravare la sintomatologia.[19]

Prima di un intervento chirurgico che preveda un'anestesia generale si dovrebbe procedere con cautela per quanto riguarda la somministrazione di pindololo. L'ideale sarebbe l'interruzione della terapia anticipatamente all'intervento: la protratta ipotensione potrebbe infatti rappresentare un ostacolo nel mantenere o recuperare il battito cardiaco durante l'intervento chirurgico. Nel caso in cui il paziente continui con il trattamento, l'anestesista dovrebbe essere informato in modo da poter intervenire, se necessario, con la somministrazione di beta-agonisti (es.: dopamina, dobutamina, isoproterenolo) per inibire l'effetto del pindololo.
Non sono noti effetti avversi sulla capacità di guidare e di usare macchinari.
È bene informare se si sta assumendo questo farmaco nel caso in cui ci si trovi sottoposti a interventi medici d'urgenza (pronto soccorso, dentista, interventi chirurgici).
In caso di sospensione della terapia è necessario ridurre in maniera graduale la posologia, per la durata di una o due settimane. Una interruzione improvvisa infatti potrebbe esacerbare il quadro sintomatologico del paziente. Dunque, soggetti in cura con pindololo (soprattutto in caso di cardiopatia ischemica) dovrebbero essere prontamente avvisati di non interrompere l'assunzione del farmaco senza prima aver consultato il medico curante.

## Gravidanza e allattamento
Una serie di studi controllati e randomizzati ha messo in evidenza come non ci sia un effetto negativo sulla crescita fetale e non si sono riscontrati embriotossicità e/o effetto teratogeno negli animali. Tuttavia, l'uso di pindololo in gravidanza e allattamento, come per tutti i farmaci, è ristretto a casi di effettiva necessità.
L'utilizzo di beta-antagonisti in procinto del parto potrebbe comportare un blocco beta-adrenergico nel neonato, con conseguente bradicardia neonatale, ipotensione, ipoglicemia e difficoltà respiratorie.
Per le stesse motivazioni sarebbe da evitare la somministrazione durante l'allattamento, in quanto il farmaco viene eliminato anche attraverso il latte materno.
Qualora fosse obbligatoriamente necessaria una terapia con beta-antagonisti durante gravidanza e/o allattamento è doveroso eseguire un continuo controllo della gestante e del feto, e successivamente del neonato.

## Evidenze cliniche

### Associazione di beta-antagonisti in pazienti affetti da malattie polmonari ostruttive e patologie cardiovascolari
Una meta-analisi condotta da Y-L Yang et al. ha raccolto e comparato 49 studi riguardanti 670 594 pazienti e ha messo in evidenza l'effetto di farmaci beta-antagonisti per quanto riguarda le capacità respiratorie e in particolare è stata presa in considerazione la possibilità di trattare pazienti affetti da malattia cronica ostruttiva polmonare e concomitanti patologie cardiovascolari (CVD).
Pazienti che soffrono di malattie ostruttive polmonari sono particolarmente suscettibili a patologie cardiovascolari e questo determina una conseguente necessità di ospedalizzazione. Generalmente la terapia effettuata in caso di ostruzioni polmonari consiste nella somministrazione di farmaci broncodilatatori, come i farmaci beta2- agonisti. Il farmaco standard in caso di cardiopatie, invece, è un beta-antagonista. L'effetto farmacologico opposto di queste due terapie rappresenta una importante difficoltà nella cura di questi malati. Tuttavia, Y-L Yang et al. suggeriscono che l'utilizzo di farmaci beta-antagonisti non vada a esacerbare la patologia polmonare ma che possa addirittura essere di beneficio; infatti, infiammazione e secrezione di muco risultano ridotte e la migliore funzionalità cardiaca si riflette in un miglioramento delle capacità respiratorie.
In aggiunta, è stato osservato che, se è vero che farmaci beta-antagonisti riducono la ventilazione, quando usati singolarmente, è anche stato dimostrato che, se prescritti in associazione con farmaci broncodilatatori, non risulta essere ridotta l'efficacia di quest'ultimi. Perlopiù la tachicardia è associata a una maggiore probabilità di morte e dunque l'aggiunta di beta-antagonisti cardioselettivi comporta una positiva diminuzione del battito cardiaco. L'analisi complessivamente indica un calo delle ospedalizzazioni e delle morti. L'argomento rimane comunque ancora molto dibattuto.

### Pindololo come antagonista parziale dei recettori 5-HT
Dal 1994 il pindololo è stato utilizzato come antagonista parziale dei recettori 5-HT per accelerare l'azione terapeutica dei farmaci antidepressivi in pazienti che non rispondevano alla cura. Sono stati svolti molti studi che mettono in evidenza l'efficacia del pindololo nel ridurre il tempo di latenza della risposta agli SSRI. Ci sono alcuni studi che dimostrano che il pindololo somministrato da solo può comunque portare a una riduzione dell'attivazione delle cellule serotoninergiche; altri studi suggeriscono che l'aumento della dose giornaliera di pindololo porta a un maggior beneficio nei pazienti non responsivi alla cura con SSRI. L'argomento rimane comunque ancora molto dibattuto.

### Effetto del pindololo sulla pressione intraoculare in pazienti affetti da glaucoma ad angolo aperto
È stato condotto uno studio randomizzato in doppio cieco su diciotto pazienti affetti da glaucoma ad angolo aperto, con il fine ultimo di valutare l'effetto del pindololo sulla pressione intraoculare (IOP). Di questi pazienti, nove sono stati trattati per un mese con timololo (collirio) 0,5% due volte al giorno, mentre i restanti nove pazienti sono stati trattati sempre per un mese con pindololo (collirio) 0,25% due volte al giorno. A seguito dello studio è stato dimostrato che sia il pindololo sia il timololo hanno ridotto la IOP nel corso delle quattro settimane. Si tratta comunque di uno studio che ha preso in considerazione un gruppo molto piccolo di pazienti.